# Norio Murata
Norio Murata (japanisch 村田 教生 Murata Norio; * 7. Februar 1976 in der Präfektur Aichi) ist ein ehemaliger japanischer Fußballspieler.

## Karriere
Murata erlernte das Fußballspielen in der Schulmannschaft der Toin Gakuen High School und der Universitätsmannschaft der Chūkyō-Universität. Seinen ersten Vertrag unterschrieb er 1998 bei den Oita Trinity (heute: Oita Trinita). Der Verein spielte in der zweithöchsten Liga des Landes, der Japan Football League. Für den Verein absolvierte er 26 Spiele. 2000 wechselte er zum Ligakonkurrenten Mito HollyHock. Für den Verein absolvierte er 39 Spiele. Danach spielte er bei den Gunma FC Horikoshi (2001–2002), Okinawa Kariyushi FC (2003–2004) und Denso (2005). Ende 2005 beendete er seine Karriere als Fußballspieler.